# وليم سي. هاموند
وليم سي. هاموند (بالإنجليزية: William C. Hammond)‏ (5 نوفمبر 1947، بوسطن في الولايات المتحدة)؛ روائي أمريكي.